# 趙士際
趙士際（16世紀—17世紀），字維行，號同宇，南直隸寧國府涇縣人，明朝政治人物。

## 生平
趙士際年少用功讀書，曾用磚頭作枕頭整晚讀書，萬曆十年（1582年）壬午科應天鄉試舉人，授洛容知縣，調宣化知縣，興建城池保障地方；擢官初歸版圖的羅定知州，他能撫循人民令人心悅服，改任汾州同知，代理郡事恤災賑凶，救活不少人民，官至南京右軍都督府經歷，歷任二十年循良慈惠，死後入祀羅定州名宦祠。

## 引用
1. 1 2  嘉慶《寧國府志·卷十七·人物志》：趙士際，字維行，號同宇，少強學攻文章，嘗以磚為警枕咿唔徹旦，萬厯壬午舉人，知廣西雒容縣，尋調宣化，創建城池為邑保障，擢羅定知州，州初歸版，規畫撫循民皆悦附，轉山西汾州府同知，權郡事恤災賑凶，全活無算，陞南京右府經歷，歷任二十年循良慈惠所在尸祝，祀羅定州名宦。子不盈，增廣生；孫時可，進士，俱自有傳。 《江南通志》